# TeamSpeak
TeamSpeak is een VoIP-applicatie voor audiocommunicatie tussen gebruikers via een chatkanaal, vergelijkbaar met een videovergadering. De clientsoftware maakt verbinding met een TeamSpeak-server naar keuze van de gebruiker, van waaruit de gebruiker kan deelnemen aan chatkanalen. De doelgroep van TeamSpeak zijn voornamelijk gamers.